# Katrin B. Klingsieck
Katrin B. Klingsieck (* 1981 in Lüneburg) ist eine deutsche Psychologin und Hochschullehrerin. Sie ist derzeit Professorin für Psychologische Diagnostik und Förderung mit dem Schwerpunkt Inklusive Bildung an der Universität Paderborn.

## Werdegang
Katrin B. Klingsieck hat 2001 bis 2007 an den Universitäten Konstanz, Amherst und Mannheim studiert. An der University of Massachusetts, Amherst, absolvierte sie ein Forschungspraktikum in der Forschungseinheit Social Psychology bei Icek Ajzen. Nach dem Studium war sie wissenschaftliche Mitarbeiterin, zunächst am Lehrstuhl für Pädagogische Psychologie am Karlsruher Institut für Technologie bei Stefan Fries und anschließend von 2008 bis 2011 in der Arbeitseinheit „Psychologie der Bildung und Erziehung“ ebenfalls bei Stefan Fries an der Universität Bielefeld. Sie promovierte im Jahr 2011 bei Stefan Fries mit dem Thema „Differenzierung von Prokrastination: Exploration, Diagnose und Domänenspezifizität“.
Von 2012 bis 2016 war sie Juniorprofessorin für pädagogisch-psychologische Diagnostik und Förderung mit Schwerpunkt Inklusive Bildung im Fach Psychologie der Universität Paderborn. Seit 2016 ist sie Professorin für Psychologische Diagnostik und Förderung mit dem Schwerpunkt Inklusive Bildung im Fach Psychologie an der Universität Paderborn.
Katrin B. Klingsieck hat eine Ausbildung zur systemischen Beraterin am isb in Wiesloch abgeschlossen.

## Forschung
Katrin B. Klingsiecks Forschungsaktivitäten konzentrieren sich auf anwendungsorientierte Forschung im Bereich des Lernens und der Persönlichkeitsentwicklung in Schule und Hochschule. Wichtige Schwerpunkte sind das Phänomen der Prokrastination sowie die motivationale und volitionale Steuerung in Lern- und Belastungssituationen. Zudem entwickelt und evaluiert sie psychologische Trainings- und Coachingansätze zur Verbesserung der Selbststeuerung sowie Lehr-Lern-Konzepte zur Professionalisierung in der Hochschullehre. Die Ergebnisse ihrer Forschung fließen in die Beratungsstelle gegen Prokrastination ProLernen an der Universität Paderborn ein, die sie 2017 gründete.

## Mitgliedschaften
Katrin B. Klingsieck ist Mitglied der Deutschen Gesellschaft für Psychologie (Fachgruppe Pädagogische Psychologie), der Gesellschaft für Empirische Bildungsforschung (GEBF) und der European Association for Research in Learning and Instruction (EARLI).

## Veröffentlichungen (Auswahl)
- Markus Koppenborg, Katrin B. Klingsieck: Group work and student procrastination. In: Learning and Individual Differences. Band 94, 2022, S. 102117, doi:10.1016/j.lindif.2022.102117.

- Alexander Rozental, David Forsström, Ayah Hussoon, Katrin B.     Klingsieck: Procrastination among university students: Differentiating severe cases in need of support from less severe cases. In: Frontiers in Psychology. Band 13, 2022, S. 783570, doi:10.3389/fpsyg.2022.783570.

- Frode Svartdal, Katrin B. Klingsieck, Piers Steel, Thor Gamst-Klaussen: Measuring implemental delay in procrastination: Separating onset and sustained goal striving. In: Personality and Individual Differences. Band 156, 2020, S. 109762, doi:10.1016/j.paid.2019.109762.

- Christiane Golombek, Katrin B. Klingsieck, Ingrid Scharlau: Assessing Self-efficacy for self-regulation of academic writing. Development and validation of a scale. In: European Journal of Psychological Assessment. Band 35, 2019, S. 751–761, doi:10.1027/1015-5759/a000452.

- Katrin B. Klingsieck: Kurz und knapp - die Kurzskala des Fragebogens "Lernstrategien im Studium" (LIST). In: Zeitschrift für Pädagogische Psychologie. Band 32, 2018, S. 249–259, doi:10.1024/1010-0652/a000230.

- Wendelien van Eerde, Katrin B. Klingsieck: Overcoming procrastination? A meta-analysis of intervention studies. In: Educational Research Review. Band 25, 2018, S. 73–85, doi:10.1016/j.edurev.2018.09.002.

- Ingrid Scharlau, Katrin B. Klingsieck: Schreiben im Psychologiestudium (= Swantje Lahm [Hrsg.]: Schreiben im Studium. Band 7). Verlag Barbara Budrich, 2018.

- Katrin B. Klingsieck, Matthias Weigelt: Nein, ich war nicht beim Sport - Prokrastination von sportlichen Aktivitäten. In: Zeitschrift für Sportpsychologie. Band 23, 2016, S. 35–43, doi:10.1026/1612-5010/a000162.

- Katrin B. Klingsieck: Procrastination: When good things don't come to those who wait. In: European Psychologist. Band 18, 2013, S. 24–34, doi:10.1027/1016-9040/a000138.

- Katrin B. Klingsieck: Procrastination in different life-domains: Is procrastination domain specific? In: Current Psychology. Band 32, 2013, S. 175–185, doi:10.1007/s12144-013-9171-8.

- Katrin B. Klingsieck, Stefan Fries: Allgemeine Prokrastination: Entwicklung und Validierung einer deutschsprachigen Kurzskala der General Procrastination Scale (Lay, 1986). In: Diagnostica. Band 58, 2012, S. 182–193, doi:10.1026/0012-1924/a000060.